# A Vadász és a Jégkirálynő
A Vadász és a Jégkirálynő egy amerikai fantasztikus film Chris Hemsworth főszereplésével.

## Cselekmény
A film egy előzménytörténettel kezdődik.
Ravenna (Charlize Theron) újabb királyságot hódít meg, oldalán a húgával, Freyával (Emily Blunt). Freya beleszeret egy férfiba, ám nővére szerint össze fogja törni a szívét. Húga nem hisz neki és nemsokára születik is egy lánya. De a babát a férfi megöli és ettől Freyában feléled az addig nyugvó ereje, amivel képes bármit és bárkit megfagyasztani.
Bánatában elment Északra, ahol egész birodalmat épített magának. Gyerekeket rabolt el, akikből sereget képzett. Egyetlen szabály volt a királyságában: Senki sem szerethet.
Ám évek múlva két vadász, Eric (Chris Hemsworth) és Sara, a harcos (Jessica Chastain) egymásba szeretnek. Freya erre rájön és kettészakítja a szerelmes párt. Eric ezután azt hiszi, kedvese halott.
Hófehér hatalomra jutása és Ravenna halála után felkeresik Ericet, mert meg kell találnia egy értékes tárgyat, a varázstükröt. Eleinte tétovázva, ám belemegy a vadász az akcióba. Ám nem csak ő keresi a mágikus tárgyat. Freya katonákat küld Eric ellen, akik majdnem meg is ölik, ám valaki megmenti a vadászt, aki nem más mint a még élő Sara.
A lány elmondja Ericnek, hogy már nem szereti, amiért otthagyta Freya birodalmában, de segít neki megtalálni a tükröt. Talált nyomok alapján rájönnek, hogy koboldok lopták el a tárgyat. Útjuk során négy törpe is segíti őket. Nehezen, de sikeresen ellopják a tükröt a szörnyek elől, ám nem jutnak vele messzire. Freya és csapata megállítja őket. A Jégkirálynő két törpét megfagyaszt, Sara-t pedig Eric ellen fordítja akit látszólagosan meg is öl. Ám a vadász életben marad, ugyanis Sara a nyilat mellélőtte. Eric biztos benne,hogy direkt csinálta, ugyanis mondása szerint Sara sosem lő mellé. Eközben Freya felteszi palotájában a kérdést a tükörnek: "Tükröm, tükröm, mondd meg nékem, ki a legszebb földön-égen?" A tárgyból elő is jön a tükörember, ám elkezd változni az alakja. Az arany fergetegből megjelenik Ravenna, akit a tükör tartott fogságban. A boszorkány már másnap meg akarja támadni Hófehér királyságát.
Eközben Eric bejut a kastélyba és Freya beszéde közben akarja megölni a Jégkirálynőt. Ám ezt megakadályozza Ravenna. Amint meglátja, hogy él, Sara le akar sújtani a királynőkre ám ez nem sikerül neki. Elfogják őket és halálra ítélik mindkettőt. Eric próbálja rávenni vadász társait, hogy segítsenek és ez be is válik. Eltörik a szerelmes páros láncait és felkészülnek a harcra. Ravenna mágia használatával rengeteg vadászt megöl. Freya ezt látva egy jégfalat emel, ami elzárja az utat Ravenna és a vadászai közt.
A tükörtől megtudja, hogy Ravenna bűvölte el a kedvesét és parancsolta meg, hogy ölje meg, mert tudta, hogy az a kislány ha megnő, akkor szebb lesz, mint ő. Freya ettől teljesen összetörik, esélyt adva Ravennának, hogy támadjon. A jégfal szétesik és a vadászok támadnak, ám még így sem bírnak Ravennával, aki időközben megöli testvérét. Viszont, mielőtt meghalna, Freya megfagyasztotta a tükröt. Eric, kihasználva a lehetőséget beledobja baltáját a tükörbe, ami elpusztul. Ravenna ettől aranyszilánkokra esik szét. A megfagyasztott emberek felolvadnak, Észak királysága szabad lett. A szerelem beteljesülhet.
A stáblista utáni jelenetben Hófehér a kastélya erkélyén áll, majd odaszáll mellé egy arany holló jelezve, hogy Ravenna szelleme még él.

## Szereplők
| Karakter       | Színész          | Magyar hang    |
| -------------- | ---------------- | -------------- |
| Eric, a vadász | Chris Hemsworth  | Nagy Ervin     |
| Ravenna        | Charlize Theron  | Bertalan Ágnes |
| Sara           | Jessica Chastain | Pálfi Kata     |
| Freya királynő | Emily Blunt      | Balsai Mónika  |
| Nion           | Nick Frost       | Szabó Győző    |
| Gryff          | Rob Brydon       | Széles Tamás   |